# Lena Einhorn
Lena Einhorn (ur. 19 maja 1954 w Spånga, Sztokholm) – szwedzka pisarka i reżyserka.

## Życiorys
Córka małżeństwa lekarzy, Niny i Jerzego Einhornów. Siostra szwedzkiego lekarza Stefana Einhorna.
Z wykształcenia jest lekarzem, w 1983 roku obroniła pracę doktorską z wirusologii na Instytucie Karolinska w Sztokholmie. W latach 80. pracowała naukowo w Izraelu i USA.
W 1993 roku zaczęła produkować dokumentalne filmy przyrodnicze dla szwedzkiej telewizji SVT. Jest autorką kilku filmów dokumentalnych, m.in. o Grecie Garbo, Nelly Sachs, Janie Myrdalu, Auguście Strindbergu i Marcu Chagallu.

## Twórczość literacka
Zadebiutowała jako pisarka powieścią „Handelsresande i liv”, wydaną w 1999 roku, opowiadającą o ratowaniu Żydów w czasie II wojny światowej. Książka była oparta na filmie dokumentalnym o tym samym tytule, nakręconym w latach 1997-1998.
Jej najgłośniejszą powieścią jest „Podróż Niny – opowieść o przeżyciu” z 2005 r. – biograficzna opowieść o jej matce, która przeżyła warszawskie getto. Za tę powieść w 2005 roku otrzymała Nagrodę Augusta, najważniejszą szwedzką nagrodę literacką. Na podstawie książki powstał film Podróż Niny, do którego scenariusz napisała i który wyreżyserowała Lena Einhorn. Film otrzymał nagrodę Złotego Żuka za najlepszy film i scenariusz w 2006 r.
W 2006 roku ukazała się też jej powieść „Co się wydarzyło w drodze do Damaszku? W poszukiwaniu prawdziwego Jezusa” (szw. Vad hände på vägen till Damaskus? På spaning efter den verklige Jesus från Nasaret), w której przeprowadza historyczną analizę postaci Jezusa.
Była również redaktorką powieści biograficznej o Auguście Strindbergu („Om Strindberg”, 2010) i autorką powieści biograficznej o jego żonie Siri von Essen („Siri”, 2011). W 2013 ukazała się jej powieść o Grecie Garbo, „Blekingegatan 32”.
Jej ostatnia powieść dokumentalna „Geniusz z Breslau” z 2018 roku opowiada o życiu pary niemieckich naukowców, Fritzu Haberze i Clarze Immerwahr.